# Nati nel 1976/Novembre
| Questa pagina contiene informazioni ricavate automaticamente dalle voci biografiche con l'ausilio del template Bio e di un bot. L'aggiornamento è periodico e automatico e ricostruisce completamente la pagina. Se manca una persona in questa lista, sei pregato di non aggiungerla, ma accertati piuttosto che la sua voce biografica contenga il template Bio e che i dati anagrafici siano correttamente compilati. Se il template Bio manca, inseriscilo tu stesso o, in alternativa, metti l'avviso {{tmp\|Bio}} che ne segnala la mancanza. Se i dati riportati sono sbagliati, correggi direttamente la voce biografica; le modifiche saranno visibili in questa lista entro pochi giorni. Per chiarimenti vedi il progetto biografie. La lista contiene solo le 332 persone che sono citate nell'enciclopedia e per le quali è stato implementato correttamente il template Bio. Pagina aggiornata al 18 ago 2025. |

- 1º novembre - Santos Cabrera, ex calciatore salvadoregno
- 1º novembre - Cosima De Vito, cantante australiana
- 1º novembre - Guti, allenatore di calcio e ex calciatore spagnolo
- 1º novembre - Stefan Lexa, ex calciatore austriaco
- 1º novembre - Chad Lindberg, attore statunitense
- 1º novembre - Karen Makishima, politica giapponese
- 1º novembre - Logan Marshall-Green, attore e regista statunitense
- 1º novembre - Ludovic Mercier, ex rugbista a 15 e allenatore di rugby a 15 francese
- 1º novembre - Sebastián Peratta, ex calciatore argentino
- 1º novembre - Tracy Reid, ex cestista statunitense
- 1º novembre - Enrique da Silva, ex schermidore venezuelano
- 2 novembre - Natanael Cano Marín, ex calciatore spagnolo
- 2 novembre - Matt Cullen, hockeista su ghiaccio statunitense
- 2 novembre - Daniel da Cruz Carvalho, ex calciatore portoghese
- 2 novembre - Abdoulaye Demba, ex calciatore maliano
- 2 novembre - Bren Foster, artista marziale e attore australiano
- 2 novembre - Daiki Kasho, compositore giapponese
- 2 novembre - Andreas Mogensen, astronauta danese
- 2 novembre - Jamie Nieto, ex altista statunitense
- 2 novembre - Emil Nödtveidt, chitarrista, bassista e tastierista svedese
- 2 novembre - Thierry Omeyer, ex pallamanista e dirigente sportivo francese
- 2 novembre - Núria Picas, ultramaratoneta spagnola
- 2 novembre - Petr Ruman, allenatore di calcio e ex calciatore ceco
- 2 novembre - Sami Uotila, ex sciatore alpino finlandese
- 3 novembre - Robert Dingl, schermidore svedese
- 3 novembre - Daniel Du Lac, arrampicatore francese
- 3 novembre - Guillermo Franco, allenatore di calcio e ex calciatore argentino
- 3 novembre - Kelly Herndon, ex giocatore di football americano statunitense
- 3 novembre - Petăr Merkov, canoista bulgaro
- 3 novembre - Richard Mulrooney, ex calciatore statunitense
- 3 novembre - Jake Shimabukuro, musicista statunitense
- 3 novembre - Arsen Tlechugov, ex calciatore russo
- 4 novembre - Matt Brown, musicista statunitense
- 4 novembre - Giuliana Campanella, ex rugbista a 15, allenatrice di rugby a 15 e dirigente sportiva italiana
- 4 novembre - Kende Fodor, schermidore ungherese
- 4 novembre - Sander van Gessel, allenatore di calcio e ex calciatore olandese
- 4 novembre - Dmitrij Jarošenko, ex biatleta russo
- 4 novembre - Bruno Junqueira, pilota automobilistico brasiliano
- 4 novembre - Romina Masolini, ex snowboarder italiana
- 4 novembre - Mario Melchiot, ex calciatore olandese
- 4 novembre - Alexander Popp, ex tennista tedesco
- 4 novembre - Giovanni Raineri, ex rugbista a 15 e allenatore di rugby a 15 italiano
- 4 novembre - Christian Stelluti, attore e ballerino italiano
- 4 novembre - Mark Szücs, allenatore di hockey su ghiaccio e ex hockeista su ghiaccio austriaco
- 4 novembre - Makoto Tamada, pilota motociclistico giapponese
- 4 novembre - Martin Tauber, ex fondista austriaco
- 4 novembre - Peter Van Houdt, ex calciatore belga
- 4 novembre - Ulrich Vinzents, calciatore danese
- 4 novembre - Justine Waddell, attrice britannica
- 5 novembre - Tetsurō Araki, regista giapponese
- 5 novembre - Sebastian Arcelus, attore statunitense
- 5 novembre - Kenji Inoue, ex lottatore giapponese
- 5 novembre - Riccardo Lorenzone, sciatore d'erba italiano
- 5 novembre - Samuel Page, attore statunitense
- 5 novembre - Ben Quayle, politico e avvocato statunitense
- 5 novembre - Oleh Šelajev, ex calciatore ucraino
- 5 novembre - V″jačeslav Sviders'kyj, ex calciatore ucraino
- 5 novembre - Ken'ichirō Takaki, autore di videogiochi giapponese
- 5 novembre - Tom Wideman, ex cestista statunitense
- 6 novembre - Daniel Addo, ex calciatore ghanese
- 6 novembre - Mike Herrera, cantante statunitense
- 6 novembre - Megan Jones, cavallerizza australiana
- 6 novembre - Rodolfo Miguens, allenatore di calcio e ex calciatore portoghese
- 6 novembre - Robson Ponte, ex calciatore brasiliano
- 6 novembre - Carlos Quintana, pugile portoricano
- 6 novembre - Lluvia Rojo, attrice e cantante spagnola
- 6 novembre - David Škoch, ex tennista ceco
- 6 novembre - Pat Tillman, giocatore di football americano e militare statunitense († 2004)
- 6 novembre - Wiley Wiggins, attore statunitense
- 6 novembre - João de Deus, allenatore di calcio e ex calciatore portoghese
- 6 novembre - Živilė Šarakauskienė, scacchista lituana
- 7 novembre - Rob Caggiano, chitarrista statunitense
- 7 novembre - Chang Hao, goista cinese
- 7 novembre - Alberto Entrerríos, ex pallamanista e allenatore di pallamano spagnolo
- 7 novembre - Mariusz Kukiełka, ex calciatore polacco
- 7 novembre - Calvin Li, attore cinese
- 7 novembre - Gabriele Mainetti, regista, sceneggiatore e compositore italiano
- 7 novembre - One Be Lo, rapper statunitense
- 7 novembre - Ángelos Pavlakákis, ex velocista greco
- 7 novembre - Mark Philippoussis, allenatore di tennis e ex tennista australiano
- 7 novembre - Jimmy Samuelsson, ex lottatore svedese
- 7 novembre - Paola Tagliabue, apneista italiana
- 8 novembre - Jawhar Mnari, ex calciatore tunisino
- 8 novembre - Lior Narkis, cantante israeliano
- 8 novembre - Karolina Ramqvist, scrittrice e giornalista svedese
- 9 novembre - Jaroslav Bednář, ex hockeista su ghiaccio e dirigente sportivo ceco
- 9 novembre - Rosmel Blanco, ex cestista venezuelano
- 9 novembre - Laura Csortan, modella australiana
- 9 novembre - Danzel, cantante belga
- 9 novembre - Federica De Bortoli, doppiatrice e attrice italiana
- 9 novembre - DJ Aladyn, disc jockey e produttore discografico italiano
- 9 novembre - Nicolas Gillet, ex calciatore francese
- 9 novembre - Anja Kalan, ex sciatrice alpina slovena
- 9 novembre - Masayuki Omori, ex calciatore giapponese
- 9 novembre - Peter Sauer, cestista statunitense († 2012)
- 10 novembre - Zafer Aktaş, allenatore di pallacanestro turco
- 10 novembre - Martin Åslund, ex calciatore svedese
- 10 novembre - Luca Serio Bertolini, musicista, cantante e chitarrista italiano
- 10 novembre - Eleonora Forenza, politica e attivista italiana
- 10 novembre - Kelley Gibson, ex cestista e allenatrice di pallacanestro statunitense
- 10 novembre - Sergio González, allenatore di calcio e ex calciatore spagnolo
- 10 novembre - Ian Gough, rugbista a 15 gallese
- 10 novembre - Jaroslav Hlinka, hockeista su ghiaccio ceco
- 10 novembre - Steffen Iversen, allenatore di calcio e ex calciatore norvegese
- 10 novembre - Marc Joseph, ex calciatore antiguo-barbudano
- 10 novembre - Chōjun Kameya, pilota motociclistico giapponese
- 10 novembre - Caroline Kepnes, scrittrice, sceneggiatrice e giornalista statunitense
- 10 novembre - Shefki Kuqi, allenatore di calcio e ex calciatore finlandese
- 10 novembre - Tiziana Lodato, attrice italiana
- 10 novembre - Pamela Petrarolo, cantante e showgirl italiana
- 10 novembre - Luca Sepe, cantautore italiano
- 10 novembre - Amy Mbacké Thiam, velocista senegalese
- 11 novembre - David Beresford, ex calciatore inglese
- 11 novembre - Leilani Bishop, modella statunitense
- 11 novembre - László Bodrogi, ex ciclista su strada ungherese
- 11 novembre - Kaspar Dalgas, ex calciatore danese
- 11 novembre - Martin Fabuš, allenatore di calcio e ex calciatore slovacco
- 11 novembre - Ian Foster, allenatore di calcio e ex calciatore inglese
- 11 novembre - Rob Furlong, militare canadese
- 11 novembre - Jason Grilli, ex giocatore di baseball statunitense
- 11 novembre - Jesse F. Keeler, musicista canadese
- 11 novembre - Teruaki Mizuno, fumettista giapponese
- 11 novembre - Mohammed Omar Ahmed, ex calciatore kuwaitiano
- 11 novembre - Dijana Pavlović, attrice, attivista e politica serba
- 11 novembre - Eduardo de Pedro, politico argentino
- 12 novembre - Anatolij Abdula, arbitro di calcio ucraino
- 12 novembre - Tevin Campbell, cantante e pianista statunitense
- 12 novembre - Judith Holofernes, cantautrice e chitarrista tedesca
- 12 novembre - Richelle Mead, scrittrice statunitense
- 12 novembre - Alin Minteuan, allenatore di calcio e ex calciatore rumeno
- 12 novembre - Letizia Nuzzo, nuotatrice artistica italiana
- 12 novembre - İlhan Palut, allenatore di calcio, dirigente sportivo e ex calciatore turco
- 12 novembre - Mirosław Szymkowiak, ex calciatore polacco
- 12 novembre - Dimosthenis Tampakos, ex ginnasta greco
- 12 novembre - Evgenija Čirikova, attivista e ambientalista russa
- 13 novembre - Al'bina Achatova, ex biatleta russa
- 13 novembre - Rodrigo D'Erasmo, violinista, compositore e arrangiatore brasiliano
- 13 novembre - Dmitrij Dorofeev, ex pattinatore di velocità su ghiaccio russo
- 13 novembre - David Hanssen, allenatore di calcio e ex calciatore norvegese
- 13 novembre - Milenko Milošević, ex calciatore bosniaco
- 13 novembre - Alessio Sartori, canottiere italiano
- 13 novembre - Kelly Sotherton, ex multiplista, lunghista e velocista britannica
- 13 novembre - Hiroshi Tanahashi, wrestler giapponese
- 13 novembre - Marco Valentini, dirigente sportivo italiano
- 13 novembre - Bob de Jong, pattinatore di velocità su ghiaccio olandese
- 14 novembre - Verónica Abad, politica e imprenditrice ecuadoriana
- 14 novembre - Nazmi Avluca, lottatore turco
- 14 novembre - Tyson Ballou, supermodello statunitense
- 14 novembre - Gianluca De Rubertis, musicista e cantautore italiano
- 14 novembre - Ramón Delgado, allenatore di tennis e ex tennista paraguaiano
- 14 novembre - Emmanuel Duah, ex calciatore ghanese
- 14 novembre - Kamal Quliyev, ex calciatore azero
- 14 novembre - Vanni Sartini, allenatore di calcio italiano
- 14 novembre - Brad Sucks, cantante, bassista e chitarrista canadese
- 14 novembre - Sandra Trattnigg, soprano austriaca
- 14 novembre - Massimiliano Varricchio, allenatore di calcio e ex calciatore italiano
- 14 novembre - František Čermák, allenatore di tennis e ex tennista ceco
- 15 novembre - Brandon DiCamillo, attore e stuntman statunitense
- 15 novembre - Mario Galinović, allenatore di calcio e ex calciatore croato
- 15 novembre - Anthony Horgan, ex rugbista a 15 irlandese
- 15 novembre - Volodymyr Jezers'kyj, allenatore di calcio e ex calciatore ucraino
- 15 novembre - Christian Kanyengele, ex calciatore della Repubblica Democratica del Congo
- 15 novembre - Virginie Ledoyen, attrice e modella francese
- 15 novembre - Claudia Llosa, regista, sceneggiatrice e produttrice cinematografica peruviana
- 15 novembre - Anders Prytz, ex calciatore svedese
- 15 novembre - Iker Begoña, ex calciatore spagnolo
- 16 novembre - Pietro Aurino, ex pugile italiano
- 16 novembre - Maikel Cardona, pallavolista cubano
- 16 novembre - Pierluigi Corallo, attore italiano
- 16 novembre - MC Babo, rapper messicano
- 16 novembre - Estíbaliz Gabilondo, attrice spagnola
- 16 novembre - Kristen Harris, attrice canadese
- 16 novembre - Marlon James, ex calciatore sanvincentino
- 16 novembre - Wesley John, ex calciatore sanvincentino
- 16 novembre - Fabio Malberti, ex ciclista su strada italiano
- 16 novembre - Antonio Martino, politico italiano
- 16 novembre - Kaltouma Nadjina, ex velocista ciadiana
- 16 novembre - Daniel Oliver Bultó, pilota motociclistico spagnolo
- 16 novembre - Juha Pasoja, allenatore di calcio, ex calciatore e ex giocatore di calcio a 5 finlandese
- 16 novembre - Kazuhiro Suzuki, ex calciatore giapponese
- 16 novembre - Lavie Tidhar, scrittore israeliano
- 16 novembre - Danny Wallace, regista, comico e autore televisivo britannico
- 16 novembre - Martijn Zuijdweg, ex nuotatore olandese
- 17 novembre - Jacqueline Aguilera Marcano, modella e personaggio televisivo venezuelana
- 17 novembre - Celso Albelo, tenore spagnolo
- 17 novembre - Arturo Álvarez Álvarez, allenatore di pallacanestro spagnolo
- 17 novembre - Brandon Call, attore statunitense
- 17 novembre - Maria Cecilia Cinardi, attrice italiana
- 17 novembre - Karl Corneliusson, ex calciatore svedese
- 17 novembre - Mitsunobu Kikuzawa, wrestler giapponese
- 17 novembre - Cristián Limenza, calciatore paraguaiano
- 17 novembre - Ervin Skela, allenatore di calcio e ex calciatore albanese
- 17 novembre - Mike Terranova, allenatore di calcio e ex calciatore tedesco
- 18 novembre - Kento, rapper italiano
- 18 novembre - Papa Daouda Sene, ex calciatore senegalese
- 18 novembre - Guy Feutchine, ex calciatore camerunese
- 18 novembre - Sage Francis, rapper statunitense
- 18 novembre - David McWane, cantante, musicista e scrittore statunitense
- 18 novembre - Danny Needham, batterista inglese
- 18 novembre - Steven Pasquale, attore e cantante statunitense
- 18 novembre - Damien Sandras, informatico belga
- 18 novembre - Shagrath, cantante e polistrumentista norvegese
- 18 novembre - Marco Vannini, maestro di scherma e ex schermidore italiano
- 18 novembre - Matt Welsh, ex nuotatore australiano
- 19 novembre - Paolo Bignamini, regista, drammaturgo e giornalista italiano
- 19 novembre - Alessandro Borghese, cuoco, conduttore televisivo e imprenditore italiano
- 19 novembre - Eric Bostrom, pilota motociclistico statunitense
- 19 novembre - Jack Dorsey, informatico, imprenditore e filantropo statunitense
- 19 novembre - Robin Dunne, attore canadese
- 19 novembre - Paolo Marcolin, giocatore di biliardo italiano
- 19 novembre - Vincenzo Moretti, ex calciatore italiano
- 19 novembre - Ángel Nieto Jr, pilota automobilistico e pilota motociclistico spagnolo
- 19 novembre - Sergi Punset, allenatore di hockey su pista spagnolo
- 19 novembre - Wayne Quinn, ex calciatore inglese
- 19 novembre - Leonel Reyes, calciatore boliviano
- 19 novembre - Natalie Rickli, politica svizzera
- 19 novembre - Sabrina Sadeghi, ex snowboarder statunitense
- 19 novembre - Toby Stevenson, ex astista statunitense
- 19 novembre - Petr Sýkora, hockeista su ghiaccio ceco
- 19 novembre - Stylianos Venetidīs, ex calciatore greco
- 19 novembre - Cecilia Vianini, ex nuotatrice italiana
- 19 novembre - Edoardo Zardini, ex sciatore alpino italiano
- 20 novembre - Mohamed Barakat, ex calciatore egiziano
- 20 novembre - DeJuan Collins, ex cestista statunitense
- 20 novembre - Dominique Dawes, ex ginnasta statunitense
- 20 novembre - Ana Estrada, psicologa, attivista e blogger peruviana († 2024)
- 20 novembre - Francesca Gollini, cantante e modella italiana
- 20 novembre - Adrián González, ex calciatore argentino
- 20 novembre - Laura Harris, attrice canadese
- 20 novembre - Harold Jamison, ex cestista statunitense
- 20 novembre - Ji Yun-nam, ex calciatore nordcoreano
- 20 novembre - Tusshar Kapoor, attore indiano
- 20 novembre - Megha Mittal, imprenditrice indiana
- 20 novembre - Lorenzo Patanè, attore italiano
- 20 novembre - Paola Rojas, giornalista messicana
- 20 novembre - Pascal Roller, ex cestista tedesco
- 20 novembre - Francisco Rufete, allenatore di calcio e ex calciatore spagnolo
- 20 novembre - Nebojša Stefanović, politico serbo
- 20 novembre - Jason Thompson, attore canadese
- 20 novembre - Atsushi Yoneyama, ex calciatore giapponese
- 20 novembre - Gilberto Galdino dos Santos, ex calciatore brasiliano
- 21 novembre - Deressa Chimsa, ex maratoneta etiope
- 21 novembre - Scott Glosserman, regista, sceneggiatore e produttore cinematografico statunitense
- 21 novembre - Adelino Lopes, ex calciatore guineense
- 21 novembre - Todd Lodwick, ex combinatista nordico statunitense
- 22 novembre - Mohammed Salem Al-Enazi, ex calciatore qatariota
- 22 novembre - Terrance Drew, politico nevisiano
- 22 novembre - Torsten Frings, allenatore di calcio e ex calciatore tedesco
- 22 novembre - Alex Grossi, chitarrista statunitense
- 22 novembre - Johanna Iivanainen, cantante finlandese
- 22 novembre - Jonathan Perry, ex calciatore neozelandese
- 22 novembre - Egor Podomackij, ex hockeista su ghiaccio russo
- 22 novembre - Ville Valo, cantante finlandese
- 22 novembre - Fernando Velázquez, compositore e direttore d'orchestra spagnolo
- 23 novembre - Matteo Bruni, funzionario britannico
- 23 novembre - Cüneyt Çakır, ex arbitro di calcio turco
- 23 novembre - Takayuki Chano, ex calciatore giapponese
- 23 novembre - Chiril Gaburici, politico e imprenditore moldavo
- 23 novembre - Page Kennedy, attore, comico e rapper statunitense
- 23 novembre - Antonia Lofaso, cuoca statunitense
- 23 novembre - Tommy Stenersen, ex calciatore norvegese
- 24 novembre - Patrick Cavelan, allenatore di calcio francese
- 24 novembre - Chen Lu, ex pattinatrice artistica su ghiaccio cinese
- 24 novembre - Coralie Fargeat, regista e sceneggiatrice francese
- 24 novembre - Hiroyuki Ikeuchi, attore e modello giapponese
- 24 novembre - Bernice Orwig, ex pallanuotista statunitense
- 24 novembre - Johan Radet, ex calciatore francese
- 24 novembre - Aleksandr Širko, ex calciatore russo
- 24 novembre - Flavius Stoican, allenatore di calcio e ex calciatore rumeno
- 24 novembre - Lorenzo Stovini, ex calciatore italiano
- 25 novembre - Felipe Aguirre, direttore d'orchestra colombiano
- 25 novembre - Paul Brooker, ex calciatore inglese
- 25 novembre - Paul Crosbie, allenatore di calcio e ex calciatore britannico
- 25 novembre - Francesca Fagnani, giornalista, scrittrice e conduttrice televisiva italiana
- 25 novembre - Stefano Gioacchini, ex calciatore italiano
- 25 novembre - Han Do-ryeong, pentatleta sudcoreano
- 25 novembre - Clint Mathis, ex calciatore statunitense
- 25 novembre - Donovan McNabb, ex giocatore di football americano statunitense
- 25 novembre - Ra Kyung-min, giocatrice di badminton sudcoreana
- 25 novembre - Olena Vitryčenko, ex ginnasta ucraina
- 25 novembre - Ernst Wandfluh, politico svizzero
- 25 novembre - Juan Carlos de la Ossa, ex mezzofondista spagnolo
- 25 novembre - Vladimirs Žavoronkovs, ex calciatore e allenatore di calcio lettone
- 26 novembre - Andreas Augustsson, ex calciatore svedese
- 26 novembre - Rodrigo de la Fuente, ex cestista e dirigente sportivo spagnolo
- 26 novembre - Keni Doidoi, ex calciatore figiano
- 26 novembre - Jean Grae, rapper statunitense
- 26 novembre - Hari Khadka, ex calciatore nepalese
- 26 novembre - Luca Longobardi, pianista e compositore italiano
- 26 novembre - Maialen Lujanbio, poetessa spagnola
- 26 novembre - Missilou Mangituka, ex calciatore della Repubblica Democratica del Congo
- 26 novembre - Rossella Marcone, cantante italiana
- 26 novembre - Maven, ex wrestler e youtuber statunitense
- 26 novembre - Paolo Torre, ex pallavolista italiano
- 27 novembre - Giovanni Cocco, scrittore italiano
- 27 novembre - Evelyn Fauth, ex tennista austriaca
- 27 novembre - Alessandro Monticciolo, allenatore di calcio e ex calciatore italiano
- 27 novembre - Jaleel White, attore statunitense
- 27 novembre - Xiao Zhanbo, ex calciatore cinese
- 28 novembre - Juana Acosta, attrice colombiana
- 28 novembre - Mickaël Dogbé, ex calciatore togolese
- 28 novembre - Gordan Kožulj, ex nuotatore croato
- 28 novembre - Ryan Kwanten, attore australiano
- 28 novembre - Willem Laure, ex cestista francese
- 28 novembre - Aitor Ocio, ex calciatore spagnolo
- 28 novembre - Lucía Puenzo, regista cinematografica, sceneggiatrice e scrittrice argentina
- 28 novembre - Isabel Sánchez, ex cestista e allenatrice di pallacanestro spagnola
- 28 novembre - Jake Sullivan, politico e funzionario statunitense
- 28 novembre - Jeremy Teela, ex biatleta statunitense
- 28 novembre - Lucia Ďuriš Nicholsonová, politica slovacca
- 29 novembre - Lindsay Benko, ex nuotatrice statunitense
- 29 novembre - Chadwick Boseman, attore, drammaturgo e produttore cinematografico statunitense († 2020)
- 29 novembre - Anna Faris, attrice statunitense
- 29 novembre - Gianluca Ferraris, giornalista e scrittore italiano († 2022)
- 29 novembre - Elisabeth Hilmo, ex pallamanista norvegese
- 29 novembre - Nathan Hines, ex rugbista a 15 e allenatore di rugby a 15 australiano
- 29 novembre - Aline Hochscheid, attrice tedesca
- 29 novembre - Patrick Johansson, batterista svedese
- 29 novembre - Michalīs Kakiouzīs, ex cestista e allenatore di pallacanestro greco
- 29 novembre - Esteban Meloni, attore argentino
- 29 novembre - Julian Ovenden, attore e cantante britannico
- 29 novembre - Veronica Rayne, ex attrice pornografica statunitense
- 30 novembre - Sebastiano Barbanti, politico italiano
- 30 novembre - Marta Burgay, astrofisica italiana
- 30 novembre - Ashley Davenport, ex sciatrice alpina statunitense
- 30 novembre - Hüseyin Göçek, arbitro di calcio turco
- 30 novembre - Josh Lewsey, ex rugbista a 15 britannico
- 30 novembre - Eneko Llanos, triatleta spagnolo
- 30 novembre - Gail Miller, pallanuotista australiana
- 30 novembre - Paul Nuttall, politico britannico
- 30 novembre - Brahim Ould Malha, ex calciatore mauritano
- 30 novembre - Greg Stolt, ex cestista statunitense